# Fontaine-le-Pin
Fontaine-le-Pin är en kommun i departementet Calvados i regionen Normandie i norra Frankrike. Kommunen ligger i kantonen Bretteville-sur-Laize som ligger i arrondissementet Caen. År 2022 hade Fontaine-le-Pin 340 invånare.

## Befolkningsutveckling
Antalet invånare i kommunen Fontaine-le-Pin
Referens: INSEE